# Bernart Martí
Bernat Martí és un trobador occità del segle xii. És, per tant, dels trobadors més primerencs. Se'n conserven nou composicions, enquadrades en el trobar clus, que segueixen la tendència moralitzadora i satírica de Marcabrú, marcades pel ressentiment social. La poesia amorosa és fresca i d'una originalitat notable. Cal destacar un sirventès contra Pèire d'Alvernha, en el qual l'acusa de vanitós i de poeta fictici i d'haver abandonat els vots religiosos ((63,6) D'entier vers far ieu non pes').
Ell mateix en la poesia Companho, per companhia (v. 38) s'anomena Bernart Martin lo Pintor

## Obres
- (63,1)[1] Amar dei / Que ben es mezura (cançó)
- (63,2) A, senhors, qui so cuges (sirventès)
- (63,3) Bel m'es lai latz la fontana (cançó)
- (63,4) Ben es dreitz (drechs) qu'ieu fassa ueimai (cançó)
- (63,5) Companho, per companhia (cançó)
- (63,6) D'entier vers far ieu non pes (sirventès)
- (63,7) Farai un vers ab son novelh (sirventès)
- (63,7a) Quant la plueja e·l vens e·l tempiers (cançó)
- (63,8) Quan l'erb'es reverdezida (cançó)